# Luiz Antônio Cipolini
Dom Luiz Antônio Cipolini (Caconde, 8 de julho de 1962) é um bispo católico brasileiro. É irmão de Dom Pedro Carlos Cipolini, bispo de Santo André.

## Biografia
Dom Luiz Antônio Cipolini completou seus estudos em filosofia (1980-1982) e Teologia (1982-1986), no Centro de Estudos Arquidiocesano de Ribeirão Preto, na arquidiocese homônima. Ele, em seguida, obteve seu mestrado em Teologia Moral no Alfonsianum de Roma (1992-1994).
Foi ordenado e incardinado no clero de São João da Boa Vista, onde ocupou os seguintes cargos: em Mogi-Guaçu foi Vigário Paroquial da Paróquia Nossa Senhora do Rosário (1986-1987) e Pároco da Paróquia Nossa Senhora Aparecida (1988-1992) e pároco da paróquia de Santana em Vargem Grande do Sul (1994-2002), 1° Reitor do Seminário Diocesano de Teologia São João Maria Vianney em Mogi-Guaçu (2002-2005).
Professor de Ética no "Centro Universitário de Administração - UNIFAE" em São João da Boa Vista.
Desde 2002, professor de Teologia Moral na Pontifícia Universidade Católica de Campinas (PUC-Campinas).
De 2006 a 2013, ele foi Professor do Curso de Filosofia no Instituto de Filosofia Coração de Maria, e foi Diretor do Instituto Diocesano de Filosofia Coração de Maria de 2006 a 2011.
De 2006 até a sua ordenação episcopal foi Pároco da Paróquia Nossa Senhora de Fátima, também em São João da Boa Vista.
Foi nomeado bispo da Diocese de Marília pelo Papa Francisco no dia 8 de maio de 2013.
Foi ordenado bispo no dia 7 de julho de 2013 em São João da Boa Vista.